# Gare de Rabastens - Couffouleux
La gare de Rabastens - Couffouleux est une gare ferroviaire française de la ligne de Brive-la-Gaillarde à Toulouse-Matabiau via Capdenac, située sur le territoire de la commune de Coufouleux, à proximité de Rabastens, dans le département du Tarn, en région Occitanie.
Elle est mise en service en 1864, par la Compagnie du chemin de fer de Paris à Orléans (PO).
C'est une gare voyageurs de la Société nationale des chemins de fer français (SNCF), du réseau TER Occitanie, desservie par des trains express régionaux.

## Situation ferroviaire
Établie à 117 mètres d'altitude, la gare de Rabastens - Couffouleux est située au point kilométrique (PK) 359,578 de la ligne de Brive-la-Gaillarde à Toulouse-Matabiau via Capdenac, entre les gares de Lisle-sur-Tarn et de Saint-Sulpice (Tarn).

## Histoire
La station de « Rabastens » est mise en service le 24 octobre 1864 par la Compagnie du chemin de fer de Paris à Orléans (PO), lorsqu'elle ouvre à l'exploitation la ligne de  Toulouse à Lexos.
En 1901, le total des recettes au départ effectuées dans la gare est de 92 970 francs.
Le bâtiment voyageurs a été rénové en 2009.
En 2014, c'est une gare voyageurs d'intérêt régional (catégorie B : la fréquentation est supérieure ou égale à 100 000 voyageurs par an de 2010 à 2011), qui dispose de deux quais, trois abris et une passerelle.

### Fréquentation de la gare
L'évolution de la fréquentation de la gare est résumée dans le tableau ci-dessous. En 2023, avec 213 007 voyageurs, la gare de Rabastens - Couffouleux est la quatrième gare la plus fréquentée du Tarn sur les 26 que compte le département.
| Année           | 2015    | 2016    | 2017    | 2018    | 2019    | 2020    | 2021    | 2022    | 2023    |
| --------------- | ------- | ------- | ------- | ------- | ------- | ------- | ------- | ------- | ------- |
| Voyageurs seuls | 135 819 | 131 807 | 144 721 | 120 419 | 152 727 | 122 462 | 157 755 | 199 016 | 213 007 |

## Service des voyageurs

### Accueil
Gare de la SNCF, elle dispose d'un bâtiment voyageurs, avec guichet (ouvert du lundi au vendredi et fermé les samedis, dimanches et jours fériés). Elle est équipée d'automates pour l'achat de titres de transport.
Une passerelle permet la traversée des voies et l'accès aux quais.

### Desserte
Rabastens - Couffouleux est desservie par des trains TER Occitanie circulant entre Toulouse-Matabiau et Albi. Au-delà d'Albi, certains de ces trains sont en provenance ou à destination de Carmaux ou de Rodez.
Aux heures de pointe, la gare est desservie par environ un train toutes les 30 minutes dans le sens de la pointe (vers Toulouse le matin, depuis Toulouse le soir). En heures creuses et en contrepointe, la fréquence de passage des trains varie de 45 minutes à 2 heures 30 entre chaque train. 

### Intermodalité
Un parc pour les vélos et un parking sont aménagés à ses abords.
Elle est desservie par des autocars du réseau départemental Tarn'bus (ligne 702).

## Patrimoine ferroviaire
Le bâtiment voyageurs à l'architecture typique PO, est à quatre ouvertures et un étage, sous une toiture à deux pans couverte en tuiles, et des combles avec un œil-de-bœuf en pignon. Il est accompagné d'une ancienne halle à marchandises.